# Renal Ganejev
Renal Ganejev (ryska: Реналь Рамилевич Ганеев), född den 13 januari 1985 i Ufa, Ryssland, är en rysk fäktare som tog OS-brons i herrarnas lagtävling i florett i samband med de olympiska fäktningstävlingarna 2004 i Aten.